# Sycophila chaliyarensis
Sycophila chaliyarensis är en stekelart som beskrevs av T.C. Narendran 1994. Sycophila chaliyarensis ingår i släktet Sycophila och familjen kragglanssteklar. Inga underarter finns listade i Catalogue of Life.